# (20401) 1998 OX5
A (20401) 1998 OX5 a Naprendszer kisbolygóövében található aszteroida. A LINEAR projekt keretében fedezték fel 1998. július 21-én.